# 吕萨涅-吕松
吕萨涅-吕松（法語：Lussagnet-Lusson，法語發音：[lysaɲɛ lysɔ̃]）是法国大西洋比利牛斯省的一个市镇，属于波城区。该市镇于1833年由原市镇吕萨涅（Lussagnet）和吕松（Lusson）合并而成。

## 地理
吕萨涅-吕松（43°26'36"N, 0°11'57"W）面积6.74 平方千米，位于法国新阿基坦大区大西洋比利牛斯省，该省份为法国东南部省份，涵盖了贝阿恩与北巴斯克，西临大西洋比斯開灣，北至朗德省，东北接热尔省，东临上比利牛斯省，南与西班牙接壤。
与吕萨涅-吕松接壤的市镇（或旧市镇、城区）包括：科斯莱达-吕布-博阿斯特、拉隆格、拉讷科布、莫纳叙-欧迪拉克、锡马库尔布。
吕萨涅-吕松的时区为UTC+01:00、UTC+02:00（夏令时）。

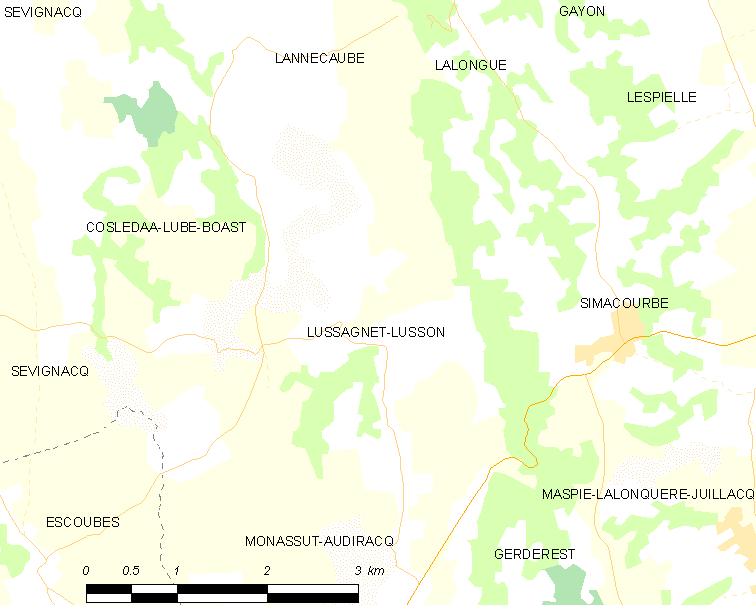
吕萨涅-吕松的OSM定位图

## 行政
吕萨涅-吕松的邮政编码为64160，INSEE市镇编码为64361。

## 政治
吕萨涅-吕松所属的省级选区为吕伊河土地和维克比伊山坡县。

## 人口

1962-2008年间吕萨涅-吕松人口变化图示

吕萨涅-吕松于2022年1月1日时的人口数量为184人。